# Хелпър
Хелпър (на английски: Helper) е град в окръг Карбън, щата Юта, САЩ. Хелпър е с население от 2025 жители (2000) и обща площ от 4,6 km². Намира се на 1773 m надморска височина. ЗИП кодът му е 84526, а телефонният му код е 435.